# Sílvio
Sílvio Manuel Azevedo Ferreira Sá Pereira (Lissabon, 28 september 1987) - alias Sílvio - is een Portugees voetballer die bij voorkeur als rechtsback speelt. Hij verruilde in mei 2011 SC Braga voor Atlético Madrid. Hij debuteerde in 2010 in het Portugees voetbalelftal.

## Clubcarrière
Sílvio stroomde in 2006 door vanuit de jeugdopleiding van SL Benfica. Hij speelde zijn eerste profwedstrijden in lagere divisies voor AC Cacém en Odivelas. In 2008 debuteerde hij op het hoogste niveau in het shirt van Rio Ave, waar hij twee seizoenen verbleef.
In 2010 vertrok Sílvio naar SC Braga, waarmee hij in zijn eerste seizoen de finale van de Europa League behaalde. Op 19 mei 2011 nam Atlético Madrid hem over. Hij debuteerde voor Los Colchoneros op 28 augustus 2011, in een Primera División-wedstrijd tegen CA Osasuna. In januari 2013 werd hij wegens een gebrek aan speelminuten voor zes maanden uitgeleend aan Deportivo La Coruña. Atlético verhuurde Silvio vervolgens gedurende zowel het seizoen 2013/14, 2014/15 als 2015/16 aan SL Benfica. Daarmee werd hij in die jaren drie keer op rij Portugees landskampioen, waar hij zelf in dertien competitiewedstrijden aan bijdroeg.

## Erelijst
| Competitie             | Aantal          | Jaren                     |                 |                 |
| Atlético Madrid        | Atlético Madrid | Atlético Madrid           | Atlético Madrid | Atlético Madrid |
| ---------------------- | --------------- | ------------------------- | --------------- | --------------- |
| UEFA Europa League     | 1x              | 2011/12                   |                 |                 |
| UEFA Super Cup         | 1x              | 2012                      |                 |                 |
| Benfica                |                 |                           |                 |                 |
| Kampioen Primeira Liga | 3x              | 2013/14, 2014/15, 2015/16 |                 |                 |
| Taça de Portugal       | 1x              | 2013/14                   |                 |                 |
| Taça da Liga           | 3x              | 2013/14, 2014/15, 2015/16 |                 |                 |

## Interlandcarrière
Sílvio debuteerde op 7 september 2010 voor Portugal in een EK-kwalificatiewedstrijd tegen Noorwegen.
1 Musso ·
2 Giménez ·
3 Azpilicueta ·
4 Gallagher ·
5 De Paul ·
6 Koke  ·
7 Griezmann ·
8 Barrios ·
9 Sørloth ·
10 Correa ·
11 Lemar ·
12 Lino ·
13 Oblak ·
14 Llorente ·
15 Lenglet ·
16 Molina ·
17 Riquelme ·
19 Álvarez ·
20 Witsel ·
21 Galán ·
22 G. Simeone ·
23 Reinildo ·
24 Le Normand ·
Coach: D. Simeone
· Assistent-coach: López
· Assistent-coach: Vivas